# Nadace knížete z Lichtenštejna
Nadace knížete z Lichtenštejna (něm. Stiftung Fürst Liechtenstein) je soukromá nadace knížete z Lichtenštejna. Tato nadace spravuje téměř veškerý majetek knížecího domu a jednu z největších soukromých sbírek umění na světě, LGT Group, muzeum a různé nemovitosti ve Vídni, zemědělské a lesnické závody v Rakousku, vinný sklep ve Vaduzu, jakož i podíly v mnoha ekonomických subjektech po celém světě.
Přesná čísla ohledně hodnoty nadace nebyla nikdy zveřejněna, nicméně podle odhadů by mohla hodnota dosahovat řádu miliard švýcarských franků.